# Drosanthemum
Drosanthemum es un género de plantas suculentas perteneciente a la familia Aizoaceae endémico de Sudáfrica. Tiene 129 especies.

## Descripción
Es una planta con hojas carnosas cilíndricas utilizada como césped en jardines. Produce flores rosas, rojas o púrpuras.  Son sufrútices o subarbustos, cristalino-papilosos en todas las partes verdes. Tallos de erectos o decumbentes a postrados o trepadores y radicantes. Hojas opuestas, sésiles, cortamente adratas en la base, homomorfas, de sección circular o semicircular, sin estípulas. Flores solitarias o en cimas terminales, general-mente pedunculadas, o en ramitas laterales cortas. Tépalos 5(6), subiguales. Estaminodios petaloideos, numerosos, en 1-3 verticilos. Estambres numerosos, conniventes en cono. Ovario ínfero, de 5(6) carpelos; placentación parietal; tubérculos placentarios pequeños o sin ellos; opérculos loculares pequeños; estigmas subulados y plumosos. Cápsula loculicida, con 4-6 lóculos; valvas con crestas contiguas, paralelas o divergentes, y alas marginales anchas. Semillas reniformes, acostilladas y con tubérculos finos.

## Taxonomía
El género fue descrito por Martin Heinrich Gustav Schwantes y publicado en Zeitschrift für Sukkulentenkunde. Berlin 3: 29. 1927.
Etimología
Drosanthemum: nombre genérico que deriva de las palabras griegas: drosos y anthos que significa "rocío" y "flor", que describe las células llenas de agua en las hojas de muchas especies de este género similares, de hecho, a las gotas de rocío.

## Especies seleccionadas
Algunas especies de Drosanthemum son:
- Drosanthemum acuminatum
- Drosanthemum acutifolium
- Drosanthemum albens
- Drosanthemum albiflorum
- Drosanthemum ambiguum
- Drosanthemum diversifolium
- Drosanthemum bicolor
- Drosanthemum floribundum
- Drosanthemum speciosum